# میرچئا برینزئا
میرچئا برینزئا (رومانیایی: Mircea Brînzea؛ ‏تلفظ رومانیایی: [ˈmirt͡ʃe̯a]؛ زادهٔ ۲۵ ژانویهٔ ۱۹۸۶) ژیمناست اهل کشور رومانی است.